# Amphiledorus balnearius
Amphiledorus balnearius là một loài nhện trong họ Zodariidae.
Loài này thuộc chi Amphiledorus. Amphiledorus balnearius được Rudy Jocqué & Robert Bosmans miêu tả năm 2001.